# Luschany
Luschany (ukrainisch Лужани; russisch Лужаны, deutsch selten Luzan, rumänisch Lujeni oder Lujani, polnisch Łużan) ist eine Siedlung städtischen Typs in der ukrainischen Oblast Tscherniwzi mit etwa 4900 Einwohnern (2017).

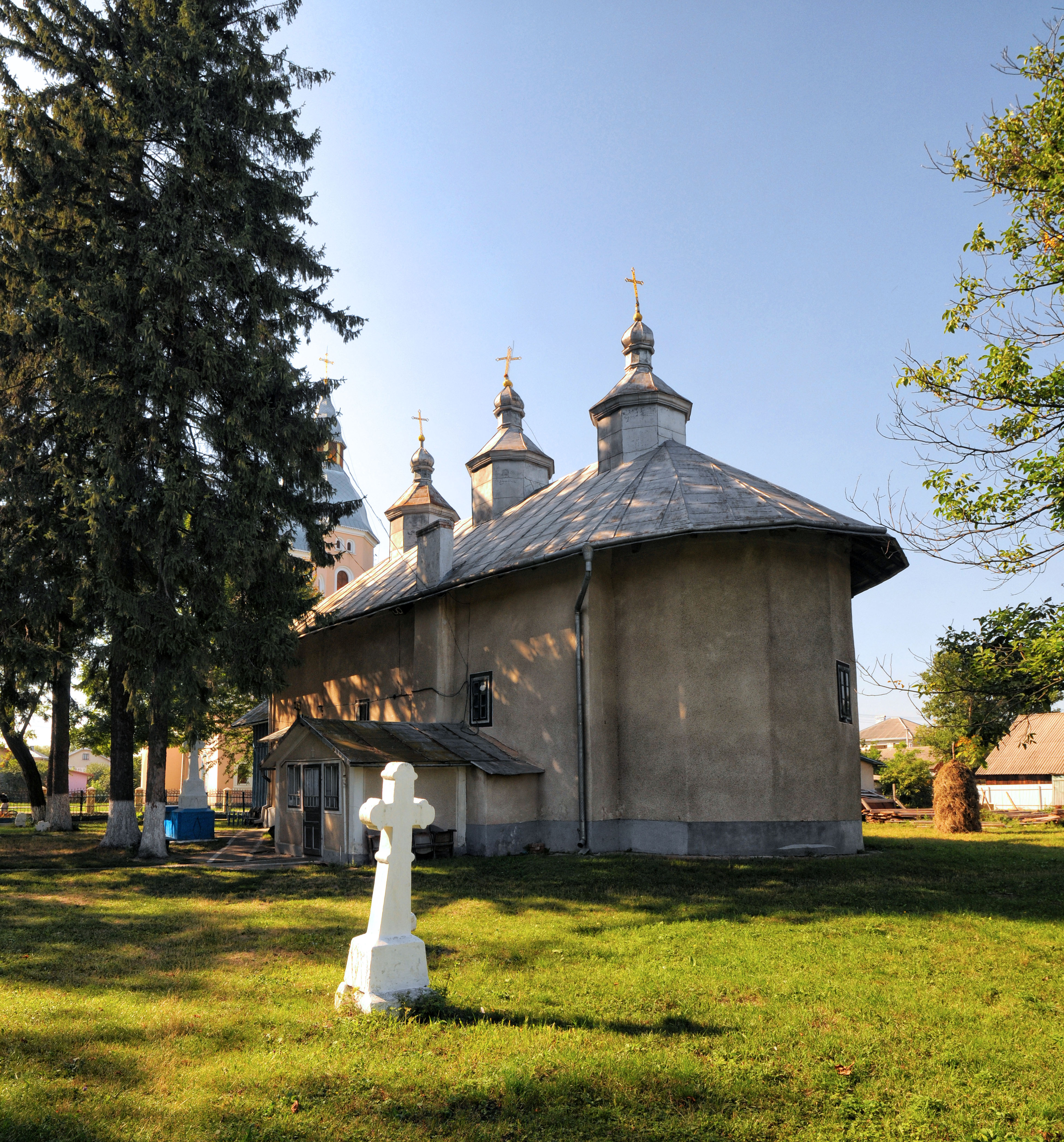
Kirche im Ort

## Geografische Lage
Luschany liegt am linken Ufer des Pruth, etwa 13 Kilometer nordwestlich von Czernowitz in der nördlichen Bukowina. Durch das Dorf verläuft die Fernstraße N 10.

## Geschichte
Die Siedlung wurde am 7. Oktober 1453 zum ersten Mal schriftlich erwähnt und gehörte bis 1776 zum Fürstentum Moldau. Danach war sie ein Teil Österreichs im Kronland Bukowina und gehörte zum Gerichtsbezirk Kotzman.
1866 erhielt der Ort bereits einen Bahnanschluss an der Strecke Lemberg–Czernowitz der Lemberg-Czernowitz-Jassy-Eisenbahn, am 12. Juli 1898 eröffnete die Neue Bukowinaer Lokalbahn-Gesellschaft die Lokalbahn Luzan–Zaleszczyki, welche hier ihren Endpunkt hatte und nach Norden führte. Die wirtschaftliche Entwicklung des Ortes wurde dadurch stark begünstigt, um den Bahnhof herum entstanden neue Geschäfte und Häuser, auch eine Zuckerfabrik wurde eröffnet. In dieser Zeit kam es auch zur Ansiedlung von Juden und deutschen Bewohnern in das von Ukrainern bewohnte Dorf.
Nach dem Ende des Ersten Weltkriegs 1918 kam der Ort zu Rumänien (im Kreis Cernăuţi), im Zuge der Annexion der Nordbukowina am 28. Juni 1940 wurde er ein Teil der Ukrainischen SSR innerhalb der Sowjetunion (zwischen 1941 und 1944 wiederum zu Rumänien) und ist seit 1991 ein Teil der Ukraine. 1968 wurde sie zur Siedlung städtischen Typs erhoben.
Am 9. August 2017 wurde das Dorf ein Teil neu gegründeten Landgemeinde Mamajiwzi im Rajon Kizman, bis dahin bildete es die Siedlungsratsgemeinde Luschany (Лужанська селищна рада/Luschanska selyschtschna rada) im Südosten des Rajons.
Seit dem 17. Juli 2020 ist der Ort ein Teil des Rajons Tscherniwzi.

## Söhne und Töchter der Ortschaft
- Wladimir Katriuk (1921–2015), aktiver Teilnehmer am sogenannten Chatyn-Massaker während des Zweiten Weltkrieges
- Basil Spiru (1898–1969), kommunistischer Journalist und Historiker in Rumänien, der Sowjetunion und der DDR